# Ohuggetjärnarna
Ohuggetjärnarna är en sjö i Arvidsjaurs kommun i Lappland och ingår i Piteälvens huvudavrinningsområde.